# Hexatoma (Eriocera) agni
Hexatoma (Eriocera) agni is een tweevleugelige uit de familie steltmuggen (Limoniidae). De soort komt voor in het Oriëntaals gebied.